# Der blaurote Methusalem

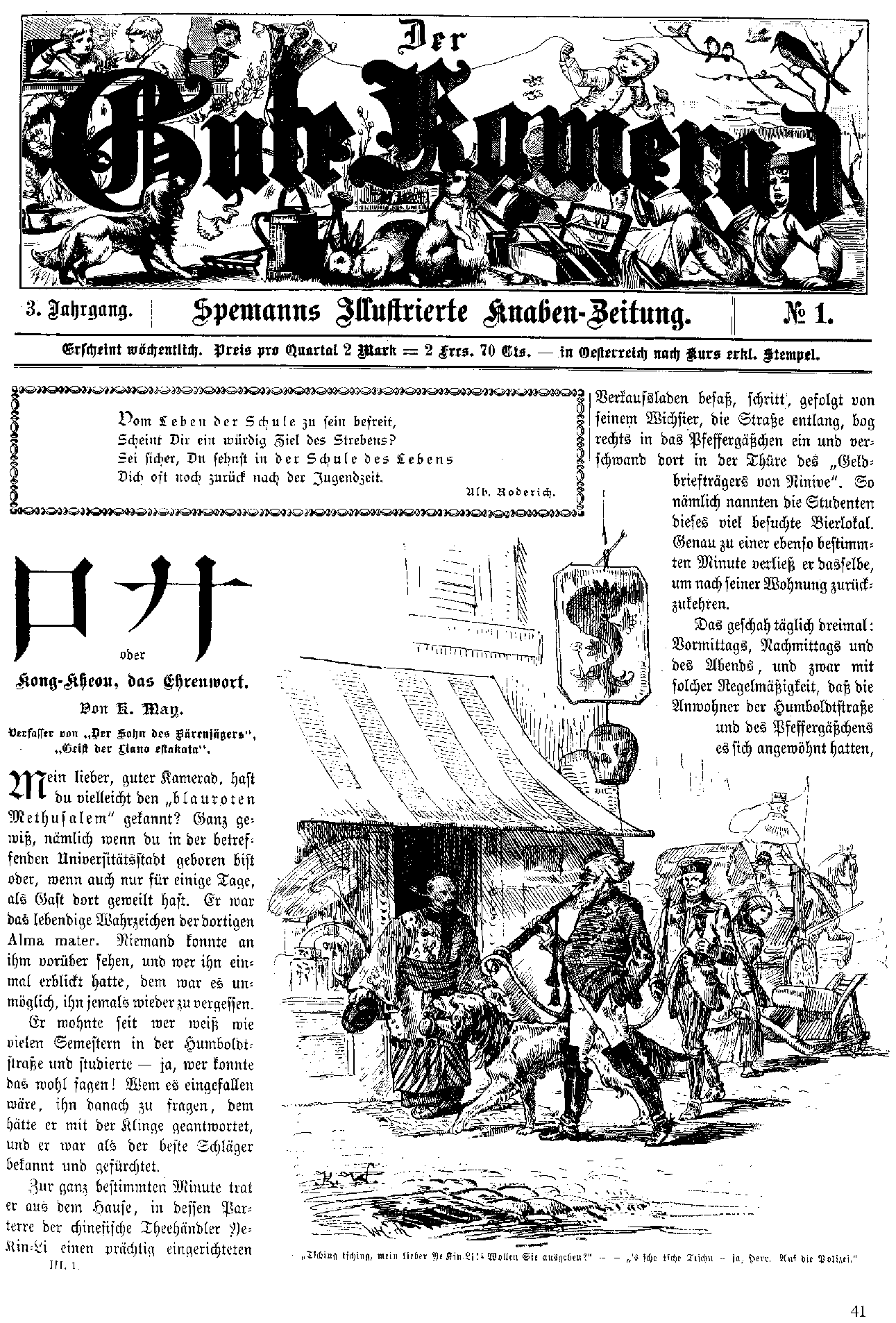
Erste Seite der Erstausgabe als Fortsetzungsroman unter dem Titel Kong-Kheou, das Ehrenwort, 1888/89

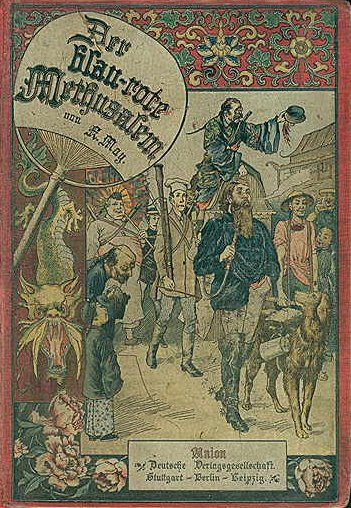
Vierte Auflage des Buches mit Illustrationen von Oskar Herrfurth, 1904

Der blaurote Methusalem, erstmals 1888/89 in der Zeitschrift Der Gute Kamerad als Fortsetzungsroman Kong-Kheou, das Ehrenwort veröffentlicht, ist ein Jugendroman von Karl May. Er trägt (in der Bearbeitung des Karl-May-Verlages) den Untertitel „Eine lustige Studentenfahrt nach China“ und wird im Werkverzeichnis von Karl May seit 1914 als Band 40 geführt. Die Buchausgabe mit dem neuen Methusalem-Titel erschien erstmals 1892 im „Union-Verlag“. Methusalem ist der Rufname von Fritz Degenfeld, einer der Hauptpersonen, der aufgrund seiner blauroten Nase diesen Zusatz erhalten hat.

## Inhalt
Der vermögende „ewige Verbindungsstudent“ Fritz Degenfeld, ein regelmäßiger, täglicher Kneipengänger, unternimmt, veranlasst durch einen geheimnisvollen Brief aus dem Land der Mitte, mit dem jungen Richard Stein eine abenteuerliche Reise nach und durch China, um dessen verschollenen Onkel zu suchen. Begleitet werden sie von Degenfelds Faktotum Gottfried von Bouillon und einem riesigen Neufundländer, der immer Degenfelds Bierglas in der Schnauze trägt. Außerdem hat der Student einem wegen willkürlicher Verfolgung nach Deutschland geflüchteten chinesischen Händler sein Ehrenwort gegeben, dessen verschollene Familie und vergrabenen Schatz wiederzufinden. Auf der Reise schließt sich ihnen auch der überaus beleibte und mit unersättlichem Appetit gesegnete Holländer Mijnherr Willem van Aardappelenbosch und der Kapitän Heimdall Turnerstick an, der behauptet, er könne perfekt chinesisch sprechen, indem er an alle Worte einfach die Endungen -eng, -ing, -ong, -ung anhängt und sich wundert, dass er nicht verstanden wird.
Auf dieser Reise erleben die Freunde einige Abenteuer. Sie geraten auf eine Dschunke, die sich als Piratenschiff herausstellt, können die Piraten überwältigen und einige hochgestellte, gefangene Mandarine  befreien, was sich für die weitere Reise als sehr nützlich erweist, da sie wertvolle  Begleitschreiben und sonstige Unterstützung erhalten. Sie verhindern, dass ein anständiger Juwelier durch einen Tempelraub, den sein neidischer Nachbar organisiert, ins Unglück  gestürzt wird. Der Kapitän und der Holländer geraten dabei durch Übermut ins Gefängnis und können befreit werden. Der Juwelier ist der Schwiegersohn des Bettlerkönigs und schenkt dem Studenten aus Dankbarkeit einen von diesem ausgestellten Pass, der sogar die amtlichen Dokumente an Unterstützung  übertrifft. Sie finden den Onkel, der wohlhabender Eigentümer einer erfolgreichen Petroleumförderung ist. Er darf China erst verlassen, wenn er seine Firma veräußern kann. Der begüterte Holländer kauft ihm die Produktion ab und ermöglicht so die Heimreise. Auch finden unsere Reisenden den Schatz und die Familie des chinesischen Händlers. Die kleine Expedition segelt mit Turnersticks Klipper zurück nach Deutschland. Im Triumphzug werden sie im heimatlichen Universitätsstädtchen empfangen. Die chinesische Familie  integriert sich erfolgreich. Der ewige Student beendet sein Kneipenleben und studiert nun fleißig, um ein Vorbild für Richard und einen der chinesischen Söhne zu sein, der, schon in China hochgebildet, auch die deutsche akademische Laufbahn ergreift.

## Sonstiges
Der Roman sollte bereits zweimal verfilmt werden, beide Versuche scheiterten jedoch.
Den ersten Verfilmungsversuch unternahm 1939 die Bavaria Filmkunst GmbH, nach einem ebenfalls gescheiterten Versuch, den Roman Winnetou 1. Teil von Luis Trenker verfilmen zu lassen.
1964, in der Hochzeit der Karl-May-Filme, wurde dann für die CCC-Filmproduktion des Produzenten Artur Brauner ein Drehbuch fertiggestellt. Gedreht werden sollte in den übriggebliebenen Kulissen der Großproduktion „Im Reich des Kublai Khan“ (La Fabuleuse aventure de Marco Polo, 1965). Für die Titelrolle waren u. a. O. W. Fischer, Fernandel, Joachim Fuchsberger, Heinz Rühmann und viele andere im Gespräch. Die Kalkulation für den Film belief sich auf über 1,7 Millionen DM. Nach verschiedenen Überarbeitungen des enttäuschenden Drehbuches warf CCC-Chef Brauner Ende 1964 frustriert das Handtuch, obwohl der Nora-Filmverleih den Film in seinem Verleihprogramm sogar schon angekündigt hatte. Kein anderes Karl-May-Filmprojekt ist so kurz vor der Durchführung abgebrochen worden.

## Hörspiel
1965 realisierte der Südwestfunk ein vierteiliges Hörspiel mit dem Titel Der blaurote Methusalem in der Bearbeitung von Kurt Vethake und unter der Regie von Lothar Schluck mit bekanntem Schauspielern wie Alexander Golling, Hannes Tannert, Rudolf Siege, Curt Reich, Hans Goguel, Ernst Schröder, Helmut Wöstmann, Rolf Hübner, Alfred Querbach, Wolfgang Reinsch, Annette Roland, Robert Rathke u. a.